# Burgh on Bain
Burgh on Bain – wieś w Anglii, w hrabstwie Lincolnshire, w dystrykcie East Lindsey. Leży 29 km na północny wschód od Lincoln i 207 km na północ od Londynu.